# Jürgen Teller (Philosoph)
Jürgen Teller (* 12. September 1926 in Döbeln; † 10. Juni 1999 in Leipzig) (Pseudonym Theodor Heim) war ein deutscher Philosoph, Germanist und Verlagslektor.

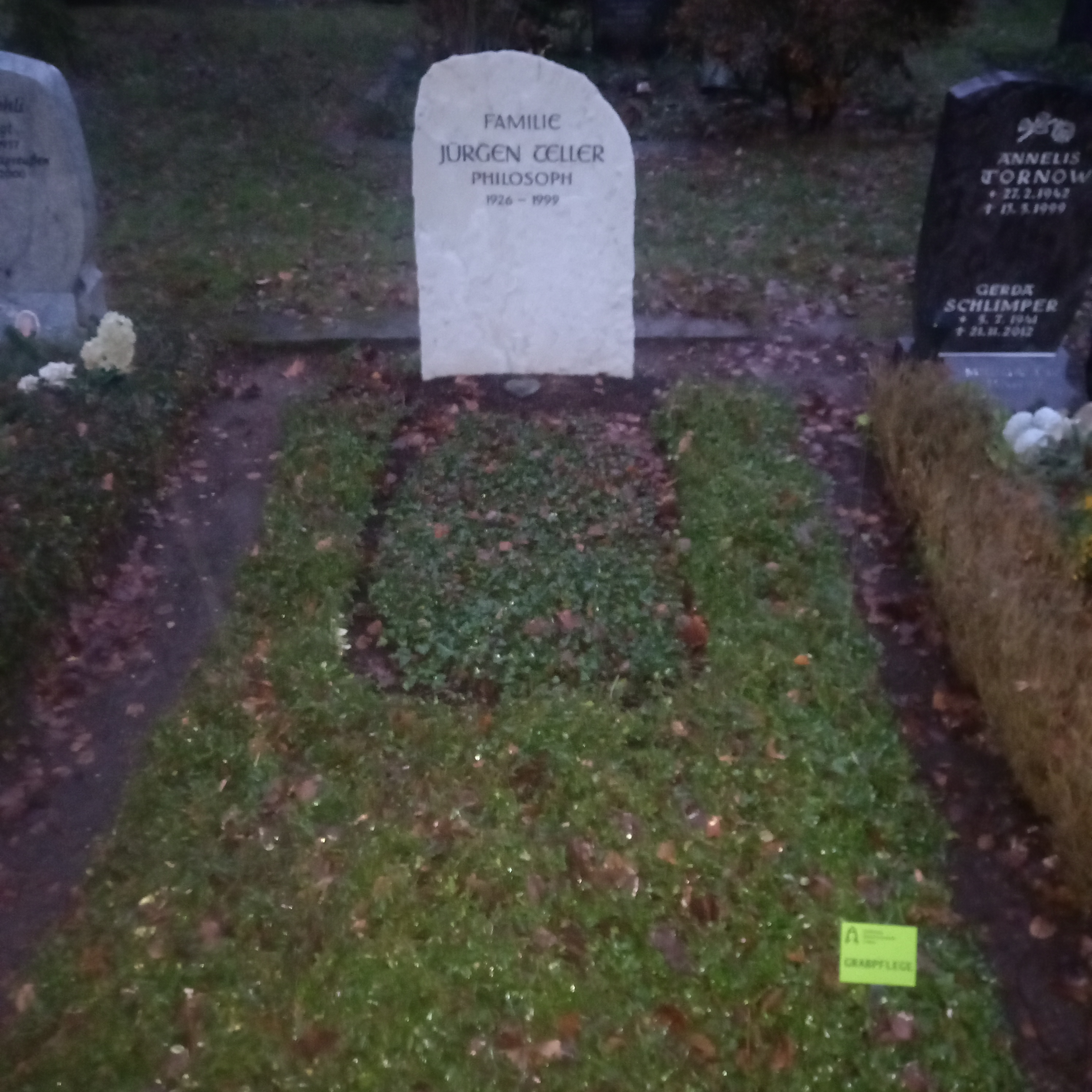
Das Grab von Jürgen Teller auf dem Südfriedhof (Leipzig)

## Werdegang
Als Sohn eines Arztes und einer Krankenschwester legte Teller, nach Verwundung als Kriegsfreiwilliger (1945) und anschließender englischer Kriegsgefangenschaft (1946–47), 1949 in Döbeln das Abitur ab und wurde Mitglied der SED.
1949–54 studierte er Geschichte, Germanistik und Philosophie bei Ernst Bloch, Hans Mayer und Walter Markov an der Universität Leipzig. 1951 wurde er der 1. eingeschriebene Student bei Bloch, im gleichen Jahr sein Hilfsassistent und von 1954 bis 1957 dessen Assistent.
Nach Ernst Blochs Zwangsemeritierung 1957 wegen Revisionismusvorwürfen wurde Teller 1958 aus der SED ausgeschlossen, von der Universität entlassen und zur Bewährung in die Produktion geschickt. Im Leipziger Eisen- und Stahlwerk erlitt er einen schweren Arbeitsunfall und verlor dabei seinen linken Arm.
Seit 1961 arbeitete Teller als wissenschaftlicher Mitarbeiter am Institut für Volkskunstforschung, Leipzig. Nach Blochs Übersiedlung in die BRD folgte 1962 die Einstellung des Promotionsverfahrens durch die Universität Leipzig. Ab 1964 war Teller Lektor beim Reclam-Verlag. Hier betreute er unter anderem die Ausgaben von Thomas Morus (1974), Giordano Bruno (1984) und Ernst Bloch (1987). Letztere wurde ohne Tellers Nachwort ausgeliefert.
1967 promovierte er erfolgreich an der Humboldt-Universität zu Berlin zu einem volkskundlichen Thema. 1978 wechselte Teller zum Institut für Klassische Deutsche Literatur an den Nationalen Forschungs- und Gedenkstätten (NFG) in Weimar. Von 1986 bis 1990 war er Cheflektor für Germanistik der Kiepenheuer-Verlagsgruppe in Leipzig.
Nach der Friedlichen Revolution 1989 und der Deutschen Wiedervereinigung 1990 erfolgte seine vollständige Rehabilitierung. 1991 erhielt er einen Ruf zum Honorarprofessor an die Leipziger Universität (Assistentin Elke Uhl) unter Rektor Cornelius Weiss. 1992 wurde er Gründungs- und Präsidiumsmitglied der Freien Akademie der Künste zu Leipzig.
Am 10. Juni 1999 starb Jürgen Teller in der Messestadt und wurde unter großer Anteilnahme auf dem Leipziger Südfriedhof beigesetzt.
Jürgen Teller war seit 1955 mit der Leipziger Kunsthistorikerin Johanna Teller, geb. Hennig (Schwester von Angelika Hennig, Werner Tübkes zweiter Ehefrau) verheiratet und Vater zweier Kinder.
Das Ehepaar Teller war freundschaftlich eng verbunden mit der Familie Ernst Blochs sowie einem großen Kreis deutscher Intellektueller: Volker Braun, Christoph Hein, Friedrich Dieckmann, Reiner Kunze, Sigrid Damm, Hubert Witt u. a.

## Zitate
„Die Philosophie der Hoffnung, die sich dem Marxismus verbunden glaubte und ihm einen gewaltigen Horizont erschloß, galt rechtens als Verrat an der unsäglichen Mediokrität seiner damaligen Sachwalter.“

## Schriften
- Versuch zur philosophischen Bestimmung von Naturqualitäten. Leipzig 1961. (nicht veröffentlicht)
- Marx u. Engels über die Volkskunst. Leipzig 1966.
- Blochs Atheismus. In: Siegfried Unseld (Hrsg.): Bloch zu Ehren. Frankfurt am Main 1965. (unter Ps. Theodor Heim)
- Ernst Bloch. Ein Zuhause für den Philosophen. In: V. Hauschild (Hrsg.): Die großen Leipziger. Leipzig 1996.

## Als Herausgeber
- mit  Curt Woyte: Thomas More: Über den besten Staatszustand und über die neue Insel Utopia. Leipzig 1976.
- mit Friedrich Dieckmann: Ernst Bloch Viele Kammern im Welthaus. Frankfurt am Main 1994.